# Четрдесетосмаши
Четрдесетосмаши (енгл. Forty-eighters (48ers) били су Европљани који су учествовали у или подржавали револуције 1848. године које су захватиле Европу, посебно они који су протерани или емигрирали из своје родне земље након тих револуција.
У Немачкој Конфедерацији, четрдесетосмаши су се залагали за уједињење Немачке, демократскију владу и гаранције људских права. Иако су многи Американци осећали велику саосећајност према њиховом циљу и били ожалошћени њиховим поразом, многи четрдесетосмаши су били слободни мислиоци на које је више утицао републиканизам у Француској после 1789. и антирелигиозне идеје просветитељства него Устав САД. Посебно, њихово традиционално непријатељство према толерисању верске праксе или класичног хришћанског образовања често их је доводило у супротност са веровањем америчког републиканизма у слободу вероисповести и независност верских институција од контроле државе. Разочарани својим неуспехом да трајно промене систем власти у немачким државама или Аустријском царству, а понекад им је локална влада наређивала да емигрирају због учешћа у револуцији, одустали су од својих старих живота да би живели у иностранству. Емигрирали су у Аустралију, Канаду, Уједињено Краљевство и Сједињене Америчке Државе. Међу њима су били Немци, Чеси, Мађари и Италијани, између осталих. Велики број њих је био поштован, политички активан, богат и добро образован, и пронашао је успех у својим новим земљама.

## У Америци

### Бразил
Разочаран неуспехом Пруске револуције 1848. године, биолог Фриц Милер схватио је да би то могло имати негативне последице по његов живот и каријеру. Због тога је 1852. године емигрирао у Јужни Бразил са својим братом Августом и њиховим женама, како би се придружио Херману Блуменау-овој новој колонији у држави Санта Катарина. Тамо је проучавао природну историју атлантске шуме у том региону и написао књигу Чињенице и аргументи за Дарвина.

### Чиле
Након савета од стране Бернхарда Јунома Филипија, између осталих, Карл Анвандтер је емигрирао у Чиле након неуспеле револуције. Године 1850. настанио се у Валдивији. Тамо су му се придружили бројни други немачки имигранти из тог периода.

### Сједињене Америчке Државе
Немци су мигрирали у градове у развоју на Средњем западу и југу, развијајући индустрију пива и вина на неколико локација и унапређујући новинарство, други су развили просперитетне пољопривредне заједнице.
Галвестон, Тексас, био је улазна лука за многе становнике Четрдесетосмашке. Неки су се населили тамо и у Хјустону, али многи су отишли у Тексашка брда у близини Фредериксбурга. Због својих либералних идеала, снажно су се противили сецесији Тексаса 1861. године. У области Белвил у округу Остин, још једној дестинацији за становнике Четрдесетосмашке, немачка места су одлучно гласала против уредбе о сецесији.
Више од 30.000 становника Четрдесетосмака населило се у ономе што је постало познато као насеље Преко Рајне у Синсинатију, Охајо. Тамо су помогли у дефинисању посебне немачке културе тог насеља, а у неким случајевима су са собом донели и бунтовничку природу из Немачке. Синсинати је био јужна граница „канала Мајами и Ири”, и велики број емиграната из модерне Немачке, почевши од становника Четрдесетосмака, пратио је канал на север да би се населио на расположивом земљишту у западном Охају.
Током нереда у Синсинатију 1853. године, у којима је један демонстрант убијен, становници Четрдесетосмаши су жестоко протестовали због посете папског изасланика кардинала Гаетана Бединија, који је 1849. године потиснуо револуционаре у Папској држави. Протести су се одржали и 1854. године, становници Четрдесетосмаши су одговорни за убиство два полицајца у ова два догађаја.
Многи немачки припадници Четрдесетосмашког рата населили су се у Милвокију, Висконсин, доприносећи учвршћивању прогресивног политичког настроја и културног „Deutschtum“-а тог града. „Acht-und-vierzigers“ и њихови потомци допринели су развоју дуге социјалистичке политичке традиције тог града Други су се населили широм државе.
У Сједињеним Државама, већина припадника Четрдесетосмачког рата противила се нативизму и ропству, у складу са либералним идеалима који су их навели да побегну из Европе. У афери Камп Џексон у Сент Луису, Мисури, велика снага немачких добровољаца помогла је у спречавању снага Конфедерације да заузму владин арсенал непосредно пре почетка Америчког грађанског рата. Око 200.000 војника рођених у Немачкој пријавило се у војску Уније, што је на крају чинило око 10% целокупних оружаних снага Севера; 13.000 Немаца служило је у добровољачким пуковима Уније само из Њујорка.
Након грађанског рата, припадници Четрдесетосмашког рата подржали су побољшане законе о раду и услове рада. Такође су унапредили културни и интелектуални развој земље у областима као што су образовање, уметност, медицина, новинарство и бизнис.

## Европа

### Кнежевине
- Молдавска револуција 1848. године
- Влашка револуција 1848. године
- Масакри у Трансилванији 1848 — 1849.

## Лутајући четрдесетосмаши
- Карл Херман Берендт, немачки лекар, емигрирао је у Сједињене Америчке Државе и провео време тамо и у Мезоамерици истражујући мајанску лингвистику.
- Ференц Пулски, мађарски политичар, који се придружио Кошуту на његовој турнеји по Енглеској и Сједињеним Америчким Државама, укључио се у италијанске револуционарне активности и био је затворен, а затим је помилован и враћен кући 1866. године.